# Бротон-ін-Фернесс
Бротон-ін-Фернесс (англ. Broughton-in-Furness) — село у Англії. Розташоване у графстві Камбрія на півострові Фернесс. Населення становить 900 чоловік.

## Історія
Перші згадки про населений пункт датуються ХІ століттям.

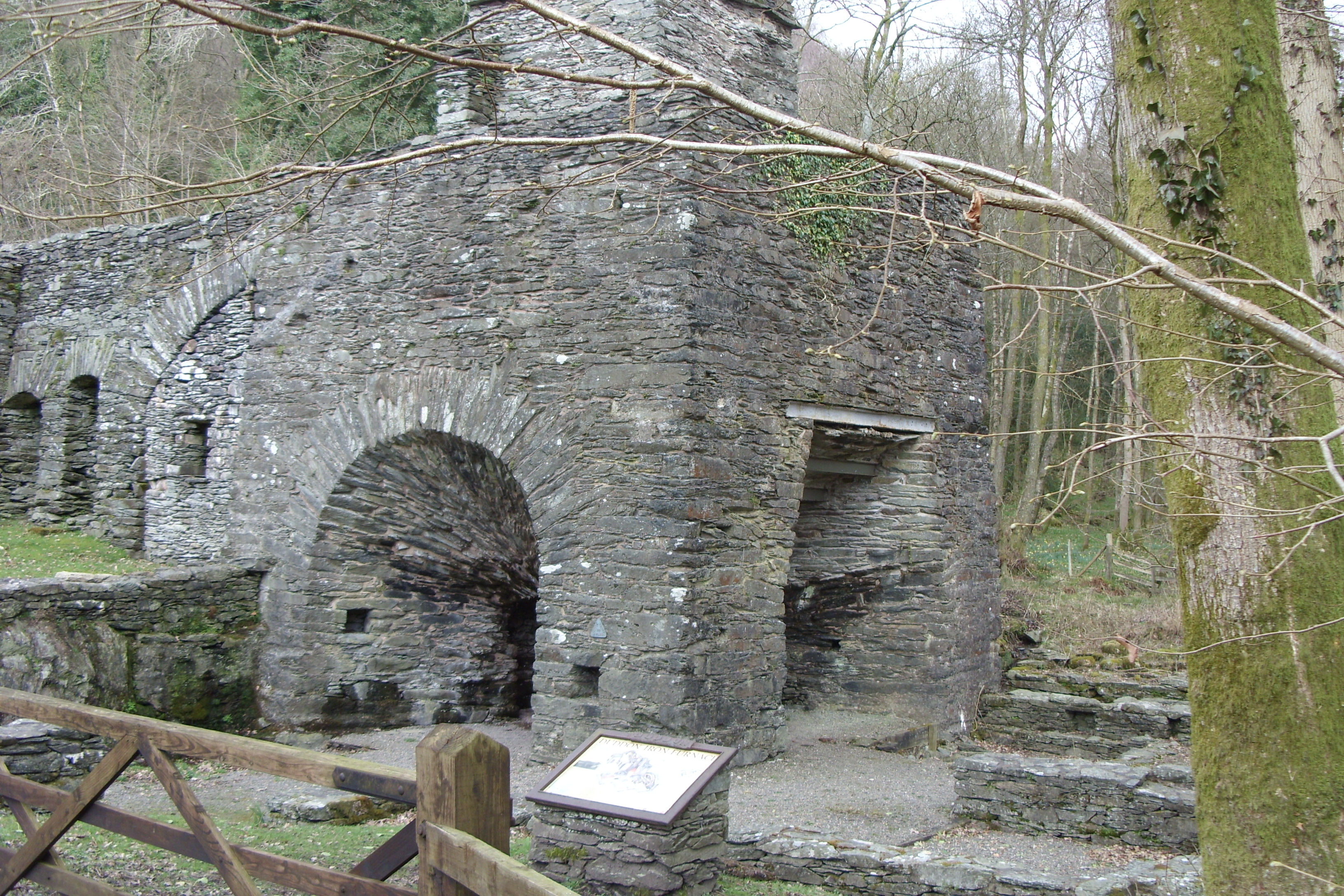
Стародавня доменна піч у селі Бротон-ін-Фернесс

1736 року у селищі компанією Cunsey Company було організовано металургійне виробництво. Воно існувало тут до 1867 року. Завод виготовляв металеву продукцію для кораблів. Доменна піч цього підприємства, основа якої збереглася до наших днів, вважається найкраще збереженою доменною піччю Англії з числа тих, що працювали на деревному вугіллі.
1859 року через селище була прокладена залізниця. Майже через сто років, у 1958 році, вона була виведена з експлуатації і розібрана. Сьогодні найближча від селища залізнична станція знаходиться за 2 милі звідси, у сусідньому селі Фоксфілд.